# Kristeligt-Socialt Forbund
Kristeligt-socialt Forbund var en dansk förening, bildad den 17 februari 1913. Föreningen gav ut månadstidningen Maalet og Vejen.